# FK Spartak Vladikavaz
El FK Spartak Vladikavaz (antic FK Alania, en rus: Футбольный клуб Алания Владикавказ, en osset: Alaniyy Dzæudyyqæu) és el club de futbol més representatiu de Vladikavkaz, la capital d'Ossètia del Nord, a la Federació Russa.

## Història
Fundat l'any 1961 amb el nom soviètic de Spartak Ordjonikidze, va ser rebatejat com a Spartak Vladikavkaz l'any (1990), més endavant com a Spartak Alània Vladikavkaz (1995 i 2003) o FK Alània Vladikavkaz (1997 i 2006). En el seu palmarès destaca haver guanyat l'any 1995 la lliga russa de futbol, sota la direcció de l'entrenador Valeri Gazzàiev. L'any 2006 el club va ser exclòs de la primera divisió russa arran de diverses irregularitats en la seva gestió, motiu pel qual tornà a anomenar-se Spartak Valdikkaz abans de ser admès a la segona divisió. Quan retornà a primera (la segona categoria) tornà a adopar Alania. Abans de la temporada 2016–17 el club fou dissolt, naixent un nou club anomenat FC Spartak.
Evolució del nom:
- 1961: Spartak Ordzhonikidze
- 1990: FK Spartak Vladikavkaz
- 1995: Spartak-Alania Vladikavkaz
- 1997: FK Alania Vladikavkaz
- 2003: Spartak-Alania Vladikavkaz
- 2006: FK Spartak Vladikavkaz
- 2007: FK Alania Vladikavkaz
- 2016: FK Spartak Vladikavkaz

## Palmarès
- Lliga russa de futbol (1): 1995